# Drieňový vrch
Drieňový vrch (615,8 m n. m.)  je nejvyšší vrch Drieňova, geomorfologického okrsku Nitrických vrchů. Nachází se v jejich nejjižnější části, nad obcí Bystričany.

## Přístup
- po  modré značce z lázní Chalmová přes sedlo pod Drienovým